# Vohneve, Sakî
Vohneve (în ucraineană Вогневе) este un sat în comuna Kolțove din raionul Sakî, Republica Autonomă Crimeea, Ucraina.

## Demografie
Componența lingvistică a localității Vohneve
     Rusă (65,48%)
     Ucraineană (26,19%)
     Tătară crimeeană (5,16%)
     Belarusă (2,78%)
Conform recensământului din 2001, majoritatea populației localității Vohneve era vorbitoare de rusă (65,48%), existând în minoritate și vorbitori de ucraineană (26,19%), tătară crimeeană (5,16%) și belarusă (2,78%).